# Dromaeosaurus
Droméosaure
Genre
Dromaeosaurus (le genre Dromaeosaurus, soit « lézard qui court ») était un petit dinosaure fossile théropode qui a vécu au Canada durant le Crétacé supérieur il y a entre 80 et 69 millions d'années. 
Selon Paleobiology Database en 2024, ce genre a deux espèces Dromaeosaurus albertensis et Dromaeosaurus explanatus.

## Historique
Le genre Dromaeosaurus est décrit en 1922 par les paléontologues William Diller Matthew et Barnum Brown,,. 

### Découverte
On le connaît grâce à un crâne partiel et à divers ossements (côtes, parties de pieds) retrouvés dans le parc provincial Dinosaur, en Alberta.

### Fossiles
Selon Paleobiology Database en 2024, le nombre de collections référencées de fossiles de ce genre Dromaeosaurus est de quarante-huit collections. Celles-ci sont du Turonien à l'Edmontonien du Crétacé supérieur, c'est-à-dire datées de 93,9 66Ma avant notre ère.

### Répartition
Ces collections viennent du Canada (27 collections) (Alberta et Saskatchewan), de Russie (une collection) des États-Unis (19 collections) (Alaska, Colorado, Montana, Dakota du Sud, Wyoming) et de l'Ouzbékistan (une collection).

## Caractéristiques
Dromaeosaurus mesurait 1,8 mètre de long et pesait 30 kilos. Il se distingue de la plupart des autres Dromaeosauridae notamment par son crâne court et massif et ses dents larges et robustes. À cet égard, il ressemblait à Tyrannosaurus. Les quelques os retrouvés des pattes arrière indiquent que l'animal était bien musclé. Son mode de vie et son alimentation exacte ne sont pas connus de façon certaine. Les dents présentaient des traces d'usure sérieuses, qui semblent indiquer qu'elles étaient plus utilisées pour briser et arracher des grands morceaux de chair que pour la découper ; il est possible que l'animal ait été un charognard.
Les liens unissant Dromaeosaurus aux autres théropodes sont obscurs. Quoique son allure rude lui confère un aspect primitif, il n'en demeure pas moins un animal spécialisé. On lui attribue généralement sa propre sous-famille, celle des Dromaeosauridae ; ce groupe inclut également les Achillobator, Adasaurus, Deinonychus, Variraptor ou Utahraptor. Cependant, les relations de Dromaeosaurus sont en perpétuelle évolution.

## Espèce type
L'espèce type est D. albertensis,,. 

## Espèces
On connaît également D. cristatus, D. explanatus et D. gracilis, bien que ces trois autres espèces, manquant de matériel fossile, pourraient fort bien s'avérer n'être que synonymes de l'espèce type.
Selon Paleobiology Database en 2024, ce genre a deux espèces Dromaeosaurus albertensis Dromaeosaurus explanatus, mais l'espèce type n'est pas précisée.

### Publication originale
- [1922] (en) W. D. Matthew et B. Brown, « The family Deinodontidae, with notice of a new genus from the Cretaceous of Alberta », Bulletin of the American Museum of Natural History, vol. 46, no 6,‎ 31 décembre 1922, p. 367-385 (DOI 10.5281/zenodo.1053799).